# Constantin Polastri
Constantin Polastri (* 26. Juli 1933 in Dürnten; † 17. November 2009 in Männedorf), geboren als Konstantin Josef Pollastri, war ein Schweizer Kunstmaler. Er lebte in Hombrechtikon (ZH) und Sanremo, Italien. Sein Werk umfasst Ölbilder auf Leinwand und Holz, Aquarelle, Zeichnungen, Lithografien und dekorative Arbeiten auf Möbeln und Wänden. Beeinflusst durch den Post-Impressionismus und Fauvismus malte er Gärten, Landschaften, Stillleben und Akte.

## Leben
Constantin Polastri wurde als drittes von fünf Kindern in eine Arbeiter-Familie hineingeboren. Als Kind der Vorkriegsgeneration erlebte er Armut und schlechte Lebensbedingungen. Die Mutter von Polastri, Maria Ida Eicher, eine Toggenburgerin, arbeitete in einer Fabrik und sammelte Kräuter für Pfarrer Johann Künzle. Grossvater Luigi Pollastri war ein Keramikmaler aus Italien, Vater Ernesto Stefano, war Elektriker und kam nach seiner Schulzeit in Cremona in die Schweiz. Als Constantin Polastri sechs Jahre alt war, wurde sein Vater wegen eines schweren Deliktes verwahrt. Nach dem Umzug der Familie nach Uster, vertrieb Polastri die Zeit oft beim Fischen am Greifensee: 

«Eines Tages traf ich dort einen Mann beim Malen eines Bildes. Ich schaute ihm zu. Die Art und Weise, wie der Maler es fertigbrachte, mit Pinseln und Farben ein Bild auf die Wand zu zaubern, beeindruckte mich tief. Auf dem Heimweg reifte in mir der Wunsch, Maler zu werden.»
Mit dem Tod seines Vaters wurde die Familie Opfer fürsorgerischer Zwangsmassnahmen des Bundes. Der Mutter wurden die Kinder weggenommen und «Seppli» wurde als Verdingkind in eine Bauernfamilie im Emmental abgeschoben. Gewalt und Missbrauch waren an der Tagesordnung. Die Nachbarn wurden auf die Missstände aufmerksam und meldeten den Fall einem Kinderhilfswerk in Solothurn. Fritz Spieler des «Seraphisches Liebeswerk», einer seiner späteren Mäzenen, kaufte Polastri 1946 frei und vermittelte ihn an eine Pflegefamilie im Zürcher Oberland.
1949 bis 1953 absolvierte Polastri eine Lehre als Flach- und Dekorationsmaler in Solothurn und erlernte das Handwerk der Restauration. Nebenbei besuchte er die Abendkurse an der Kunstgewerbeschule Basel. Nach der Lehre zog er nach Rapperswil und arbeitete nebenbei bei seinem Freund Karl Villinger, einem Silberschmied und Maler. Dieser machte ihn 1955 mit dem Maler Albert Pfister bekannt, welcher ihn bis 1960 unterrichtete.
1958 fand Polastri ein Atelier auf dem Frohberg, wo er wohnte und malte. Im selben Jahr war er Mitinitiant der von Architekt Kurt Federer gegründeten «Galerie 58» in Rapperswil. Seine erste Einzel-Ausstellung zur Eröffnung der «Galerie 58» stiess auf grosse Resonanz. Es folgten zahlreiche Ausstellungen im In- und Ausland. Nach einer Reise nach Capri führte ihn eine längere Reise nach Lipari, wo er mit dem Maler Max Gubler in Kontakt kam. Auf der Suche nach Licht und Inspiration, fuhr Polastri ein Jahr später in seinem Chevrolet mit einer Staffelei im Kofferraum nach Marokko. In Marrakesch wohnte er in einem kleinen Haus im Park von Jacques Majorelle. Wie bei vielen anderen Künstlern auch, war Polastris frühes Leben geprägt von Hunger und Armut. Er war angewiesen auf Förderer, welche ihn jeweils mit Kleidern, Kleingeld und Ausstellungsterminen versorgten. 1960/61 wurde Constantin Polastri mit Preisen der Stiftungen «Glyere» und «Pro Arte» ausgezeichnet und der Bund kaufte einige seiner Werke an.
In den siebziger Jahren heiratete Polastri Hildegard Domeisen und nahm Wohnsitz in Hombrechtikon. 1972 erwarb das Paar eine verfallene Liegenschaft in Sanremo, Italien.
Da der Verkauf der Bilder noch unbeständig war, lebte das Paar nebenbei vom Handel mit Stichen. Mit den Antiquitäten, die es in Italien kaufte, richtete das Paar in der Schweiz Häuser ein. Mit handwerklichem Geschick und im Tausch gegen Ferien oder Malstunden, halfen Freunde die ehemalige Hühnerzucht und Plantage in die Villa d'Artisti umzubauen. 1975 wurde Polastri Vater einer Tochter und 1977 eines Sohnes. 1983 wurde die Ehe geschieden. Anders als erwartet, veränderte sich sein Malstil auch durch dieses Ereignis nicht.
Polastri war ein bescheidener Mensch, passionierter Gärtner, Koch und Handwerker. Er malte und arbeitete bis an sein Lebensende und starb am 17. November 2009 im Alter von 76 Jahren in Männedorf.

## Werk
Polastri eignete sich eine solide Basis des Maler-Handwerks während seiner Lehre als Dekorationsmaler an. Sein italienischer Lehrmeister wurde an der Accademia di Brera ausgebildet. Mit ihm fuhr er oft nach Italien, um zu Malen und um sich dem Studium der Kunst in den Museen zu widmen. An der Kunstgewerbeschule Basel kam Polastri in Kontakt mit Hans Stocker und seinem Bruder «Coghuf».
«Ich träume von einer Kunst des Gleichgewichts, der Reinheit und Ruhe. Ohne jede Problematik, ohne jedes aufwühlende Sujet, die dem geistigen Arbeiter, sowohl dem Geschäftsmann als auch zum Beispiel dem Schriftsteller, geistige Beruhigung verschafft, seine Seele glättet, ihm eine Erholung von den Mühen des Tages und seiner Arbeit bedeutet.» sagte Matisse nach der Skandalausstellung des Herbstsalons von 1905.
Polastri beschrieb sich als «Maler der Französischen Schule». Seine Bewunderung galt besonders den Malern der Fauves. Ebenso durch die Fauves beeinflusst war der Erlenbacher Maler Albert Pfister. Pfister lebte in seinen frühen Jahren in Paris und unterhielt Verbindungen zur französischen Avantgarde. Er bereiste bereits 1912 Tunesien und entwickelte die Technik und Theorie der Fauves stetig weiter. Pfister verglich Pinselstriche mit den «Bogenstrichen eines Streichers». Sie bringen die Farbtöne rhythmisch zum Klingen. «Den Farbauftrag forderte er seidenweich.» Karl Villinger, ein Maler-Freund Polastris und Pfisters, kritisierte Polastri 1955 einer «zu genauen» Malweise. Er machte ihn mit Pfister bekannt, der ihn bis 1960 unterrichtete.
Obschon durch Pfister beeinflusst, ging Polastri seinen eigenen Weg. Nach einer anfänglich tonig, pastelligen Phase, wurde Polastris Farbpalette besonders durch seine Nordafrika-Reisen beeinflusst. Der starken Licht- und Farbeindrücke folgten Bilder in leuchtenden Farben. Die Bilder der Reisen wurden anschliessend in Ausstellungen in der «Galleria Santo Stefano» in Venedig, im «Salon d’hiver» in Paris und in der «Galerie des Amis des Art» in Neuenburg und Galerie Rotapfel in Zürich gezeigt. Zwischen 1957 und 1972 kamen weitere Reisen hinzu: Spanien, nochmals Marokko, Paris, vorderer Orient, Türkei, England, mehrmals Libanon und regelmässig Italien. Anton Kürzi beschrieb Polastri als einen «Lyrischen Koloristen». Polastri dachte in Farben. In der Komposition wurde kleinliches und beschwerendes weggelassen – negatives gar ignoriert. In der bescheidenen Vielfalt seiner Sujets sah er immer wieder neue Zusammensetzungen von Licht, Farbe und Form. Gerade das Fehlen einer intellektuellen oder psychologischen Erklärung, machten Polastris Bilder einem breiten Publikum zugänglich.
«Ich male fröhliche, farbenfrohe Bilder, weil ich als nachdenklicher, oft melancholischer, manchmal auch verklemmter Mensch die Sehnsucht nach dieser Fröhlichkeit verspüre. Bei mir ist es wie bei vielen anderen Menschen auch; meine Kindheit hat mich stark geprägt.»

In der Villa d’Artisti, seinem Haus an der italienischen Riviera, schaffte Pollastri sich mit viel Arbeit ein Paradies. Bei der Arbeit im Garten setzte er sich mit neuen Farb-Kompositionen auseinander. Er legte seine Gärten deswegen immer wieder neu an. Der Gartenarbeit folgend, gab er sich dem Malprozess hin, bei dem er sich durch die Natur inspirieren liess, Objekte aber streng der Farbe unterordnete und diese in Punkte, Striche oder Flächen übersetzte. Die Malerei folgte einem Rhythmus. Die Farbe trug er schwerelos auf, zog mutige Striche, Objekte wurden weggelassen oder hinzugefügt. Das Nebeneinander von reinen Farben und einem Wohlklang von Mischtönen verband sich optisch aus der Distanz. Ab einem bestimmten Punkt jedoch liess sich der Maler durch seine Intuition leiten und malte das Bild oft in seinem Atelier fertig. Doch nicht nur die Harmonie war ihm wichtig, sondern auch der Rückzug. Damit ist nicht nur der persönliche Rückzug gemeint, sondern das Beenden eines Bildes. Wurde der Maler zu stark in den emotionalen Bann der Farbe gezogen, konnte er damit ein Bild zerstören. Es bedurfte eine Art von Disziplin und Selbstlosigkeit, um ein Bild beenden zu können. Unter diesem Aspekt wurde in der Künstlergemeinschaft um Pfister und Villinger intensiv experimentiert. Es wurde analysiert, kritisiert, man malte sich gegenseitig in die Bilder oder malte sie zu Ende. Dabei war der Künstler als Individuum nebensächlich. Polastri war sich selbst härtester Kritiker. Egal wie lange er bereits an einem Bild gearbeitet hatte, gefiel es ihm nicht, kratzte er es ab und nahm es als Untergrund für ein Neues.
Polastri stellte regelmässig in zahlreichen Galerien im In- und Ausland aus. 1984 publizierte der Vontobel-Verlag die erste Monografie. 2003 erschien die zweite Monografie im AS Verlag, Zürich.

### Publikationen
- Constantin Polastri: M. T. Rüegg; Anton Kürzi, Diana Pollastri, Hildegard Domeisen, Martin Eggenschwiler, 2003
- Polastri/Ambroschütz: Anton Kürzi, 1995
- Constantin Polastri: Eine Monographie: Viola Römer, 1984
- 5 Künstler aus dem Linthgebiet, Patronat: Departement des Innern des Kantons St. Gallen, 1981
- TV-Beitrag, «Antenne», Peter Züllig, SRF, 1968
- Radio-Beitrag über die Einzelausstellung Galleria Santo Stefano, Radiostation Venedig, 1968

### Nachschlagewerke
- Biografisches Lexikon der Schweizer Kunst. Dictionnaire biographique de l'art suisse. Dizionario biografico dell'arte svizzera, 1998
- Künstlerverzeichnis der Schweiz. Unter Einschluss des Fürstentums Liechtenstein. Répertoire des artistes suisses, la Principauté du Liechtenstein incluse. Dizionario degli artisti svizzeri, incluso il Principato di Liechtenstein. 1980–1990, 1991
- Lexikon der zeitgenössischen Schweizer Künstler. Dictionnaire des artistes suisses contemporains. Catalogo degli artisti svizzeri contemporanei, 1981
- Künstlerlexikon der Schweiz. XX. Jahrhundert, 1958